# Parque metropolitano de Guadalajara

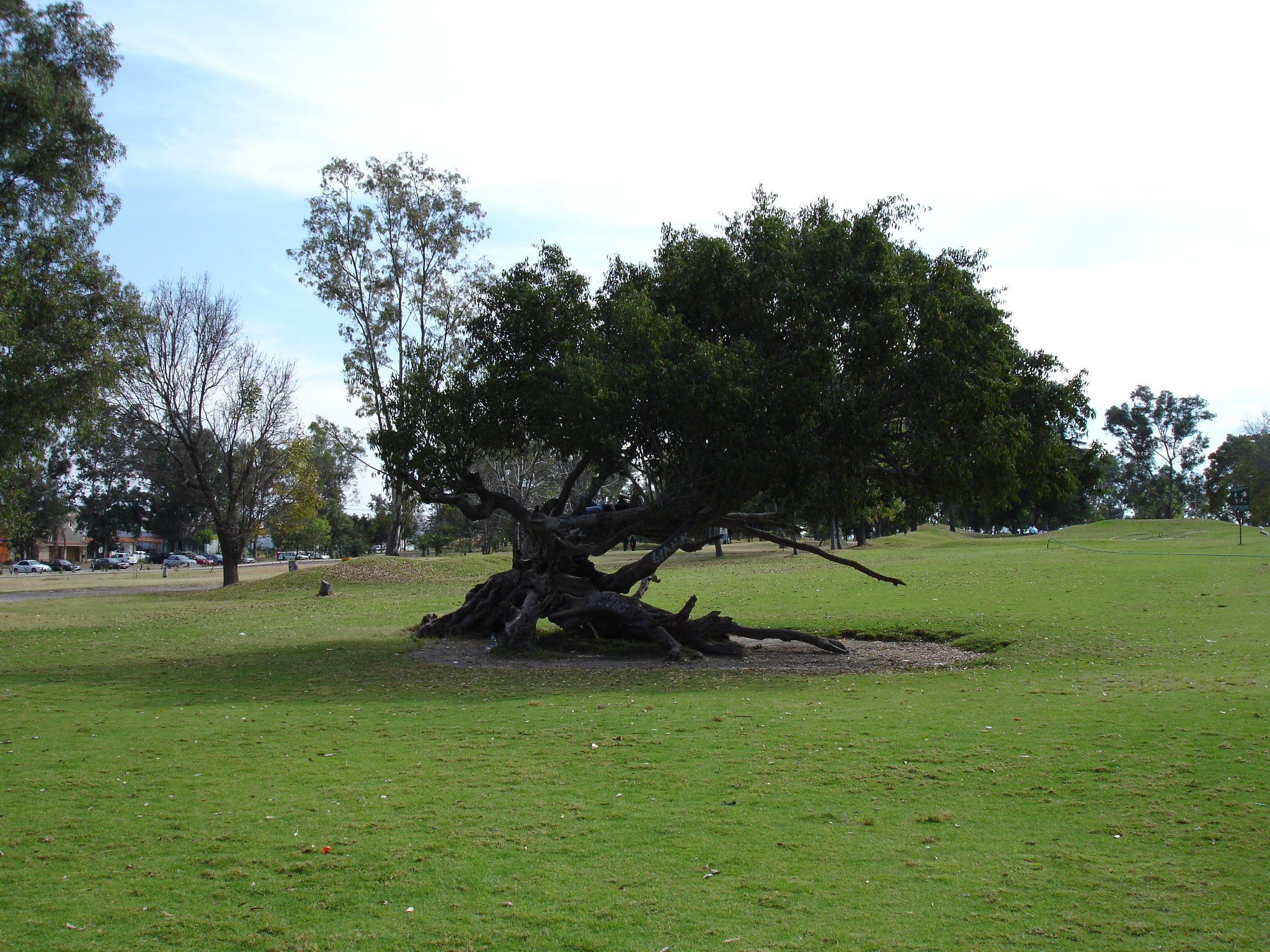
El parque Metropolitano cuenta con 113 ha de áreas verdes para la recreación deportiva y familiar.

El Parque Metropolitano de Guadalajara es un Organismo Público Descentralizado del Gobierno del Estado de Jalisco ubicado en Zapopan, Jalisco en México. 
El 18 de julio de 1990, es decretado como un Organismo Público Descentralizado del Gobierno del Estado, entrando en vigor a partir del 1º de agosto de 1990. Si bien el decreto de expropiación data de 1989, el gobierno federal no pudo disponer del predio hasta octubre de 1992, y el gobierno estatal, tomó posesión de los terrenos hasta 1994.
Su inauguración oficial, fue el 14 de febrero de 1997, dentro de las festividades del 455 aniversario de la Fundación de la Cd. De Guadalajara.
El parque se encuentra en la avenida Beethoven # 5800 en la colonia La Estancia. Lo delimitan: las calles Pior Tchaikovski, Independencia y la avenida Beethoven, en la colonia La Estancia. Detrás del parque se encuentra también la Universidad Panamericana.
Cuenta con una extensión de 113 ha y con árboles que proporcionan agradable sombra, áreas de juegos y pistas para trotar o ir en bicicleta. El 75% de este parque corresponde a áreas arboladas jóvenes con especies de fresnos, ficus, galeanas y casuarinas.
Su horario es de 6 a 19, aunque no cuenta con bardas o rejas que impidan su acceso por lo que en realidad no cierra. La entrada es libre y gratuita.

## Servicios
- El Parque Metropolitano de Guadalajara, cuenta con los siguientes servicios de esparcimiento y actividad deportiva: 106 Hectáreas de áreas verdes, libres de infraestructura.
- Plaza Roja.- Ubicada sobre Av. Independencia y Beethoven. Su plazoleta tiene una superficie de 3,760. m?, 02 núcleos de sanitarios, 11 módulos comerciales y 2 torres con una altura de 17 m
- Plaza Amarilla.- Ubicada sobre Av. Independencia y Sebastian Bach. Su plazoleta tiene una superficie de 3,900. m?, 02 núcleos de sanitarios, 12 módulos comerciales y 2 torres con una altura de 17 m Plaza
- Sta. María.- Ubicada al Oriente de la zona deportiva norte. Con 1350 m² construida con acabados de piso de concreto combinada con pisos de piedra laja tipo San Andrés, con bancas y jardineras
- Estancias Familiares.- Se cuenta con un total de 12 estancias, de las cuales cada una tiene 6 módulos de asadores y un núcleo de juegos infantiles.
- Pistas para correr.- Existen un total de 03 pistas, con las características que a continuación se detallan: a) Pista de terracería trote de 5 km b) Pista Negra bicicletas de 3.285 km b) Pista Roja peatonal de 3.7 km
- Cancha de fútbol profesional para renta ya sea por partido o por día además de 2 canchas de fútbol 7 de pasto sintético
- Pista de Bicicrós
- Complejo Acuático (CODE)
- Complejo de Tenis (CODE)
- Patinódromo Paseo de Jacarandaes
- SED Sendero Ecológico Didáctico
- Vivero
- Canchas de Usos Múltiples
- Cancha de Vóley Ball de tierra
- Graderías
- Baños y Vestidores
- Área de Perros
- Espacio Abierto para Exposiciones y eventos masivos diversos